# Velles (Alta Marna)
Velles è un comune francese di 86 abitanti situato nel dipartimento dell'Alta Marna nella regione del Grand Est.

## Società

### Evoluzione demografica
Abitanti censiti